# Raadkamer
Een raadkamer is een term uit het strafrecht.

## België
In België is de raadkamer een correctionele kamer van de rechtbank van eerste aanleg die een aantal taken vervult in verband met de strafprocedure. De raadkamer is een onderzoeksgerecht bestaande uit één rechter die er ook voorzitter van is. De raadkamer zetelt in principe met gesloten deuren (zie bijvoorbeeld artikel 23 van de wet 20 juli 1990 betreffende de voorlopige hechtenis) en doet uitspraak bij wege van beschikking. 

### Verwijzing van verdachten naar de correctionele rechtbank
De raadkamer verwijst de verdachten tegen wie een gerechtelijk onderzoek werd ingesteld naar de correctionele rechtbank (artikel 130 van het Wetboek van strafvordering) of verleent een beschikking van buitenvervolgingstelling (artikel 128 van ditzelfde wetboek). Wordt de verdachte verdacht van een misdaad dan beveelt ze dat de stukken worden overgemaakt aan de procureur-generaal bij het hof van beroep opdat deze de kamer van inbeschuldigingstelling zou kunnen vragen de verdachte te verwijzen naar het hof van assisen (artikel 133 van het Wetboek van strafvordering).  

### Handhaving van de voorlopige hechtenis
De raadkamer beslist over de handhaving van de voorlopige hechtenis. Dit is de meest bekende functie van de raadkamer. Wanneer een verdachte door de onderzoeksrechter werd aangehouden (bevel tot aanhouding) moet deze binnen de vijf dagen voor de raadkamer verschijnen opdat deze zou kunnen oordelen of de aanhouding wettelijk mogelijk is en of ze wenselijk is, o.a. met het oog op de openbare veiligheid (artikel 21, § 1, van de wet van 20 juli 1990 betreffende de voorlopige hechtenis). De raadkamer moet zich in principe om de maand uitspreken over de handhaving van de voorlopige hechtenis (artikel 22, al. 1, van de wet van 20 juli 1990). Wanneer het een ernstiger misdrijf betreft zoals moord, dan  moet deze verlenging slechts om de drie maanden gebeuren (artikel 22, al. 2, van de wet van 20 juli 1990), maar de inverdenkinggestelde kan iedere maand met een verzoekschrift om zijn invrijheidstelling verzoeken (artikel 22bis van de wet van 20 juli 1990).

### Beschikkingen tot internering van geestesgestoorden
De raadkamer kan, tenzij het een politieke misdaad, een politiek wanbedrijf of een persdelict betreft, de internering van de verdachten uitspreken, wanneer de betrokkene lijdt aan een geestesstoornis die hem ongeschikt maakt tot het controleren van zijn daden (artikel 9 wet 5 mei 2014 betreffende de internering).  
Ook indien de raadkamer beslissingen neemt inzake de opschortingen, doet zij uitspraak ten gronde.  

### Hoger beroep tegen beschikkingen van de raadkamer
Tegen de beschikkingen van de raadkamer kan hoger beroep ingesteld worden bij de kamer van inbeschuldigingstelling. Het hoger beroep staat open voor de inverdenkinggestelde, het Openbaar Ministerie en de burgerlijke partij (zie o.a. artikel 135 van het Wetboek van strafvordering en artikel 8 van de wet van 1 juli 1964). 

### Andere betekenis
Het woord ‘raadkamer’ heeft nog een andere betekenis. Artikel 768 van het Gerechtelijk Wetboek bepaalt: ‘Het openbaar ministerie woont de beraadslaging van de rechters niet bij, wanneer dezen zich in de raadkamer  terugtrekken om over het vonnis te beslissen, zulks op straffe van nietigheid van de beslissing.’ Hier wordt het woord ‘raadkamer’ niet gebruikt in de zin zoals daaraan hoger werd gegeven. Hier betekent het woord ‘raadkamer’ gewoon een bepaalde ruimte achter de zittingszaal waar de rechters kunnen vergaderen om over het vonnis te beraadslagen (of om gewoon koffie te drinken bijvoorbeeld). Alle rechtbanken en hoven hebben een ‘raadkamer’ in deze tweede betekenis van het woord.

## Nederland
Een raadkamer van de rechtbank heeft in het Nederlands strafrecht twee betekenissen. De bekendste is: een rechterlijk college dat strafzaken behandelt waarvoor in de regel geen openbare rechtszitting is voorgeschreven. Zo'n college bestaat uit drie rechters en één griffier. Aan hen is de taak een oordeel te geven over bepaalde zaken die door de officier van justitie of een advocaat worden voorgelegd.
Een tweede, wat informelere betekenis van de term raadkamer vinden we na een openbare rechtszitting van de meervoudige kamer. Wanneer de rechters na de zitting zich terugtrekken om in onderling beraad het vonnis vast te stellen, wordt dat eveneens een raadkamer genoemd. Deze betekenis wordt hier verder niet besproken.

### Taken
De raadkamer heeft als voornaamste taken:
- Het beoordelen of verdachten die door de rechter-commissaris in bewaring zijn gesteld, langer in voorlopige hechtenis moeten doorbrengen. De Officier van Justitie doet in dit geval een vordering tot gevangenhouding aan de raadkamer. De raadkamer beoordeelt de strafzaak opnieuw, en kijkt of er nog voldoende redenen zijn om de verdachte langer vast te houden. Daarbij wordt rekening gehouden met de vraag of de verdenking sterk genoeg is (de zogenaamde ernstige bezwaren), maar ook met andere factoren, zoals vluchtgevaar en gevaar van herhaling. Besluit de raadkamer tot verlenging van de voorlopige hechtenis, dan is dit doorgaans voor de duur van 30, 60 of maximaal 90 dagen.
- Het behandelen van een bezwaarschrift bijvoorbeeld tegen beperkende maatregelen die door de rechter-commissaris zijn opgelegd.
- Het behandelen van een bezwaarschrift tegen het bevel tot inbewaringstelling van de rechter-commissaris.
- Het beoordelen van klaagschriften, bijvoorbeeld wanneer het Openbaar Ministerie heeft besloten een zaak te seponeren. In zo'n geval kan een slachtoffer, nabestaande of andere belanghebbende een klacht indienen, en eisen dat de verdachte alsnog vervolgd wordt.

### Procedure
De procedure die de raadkamer volgt is vrij eenvoudig. De zaak wordt aan de raadkamer voorgelegd, waarna alle partijen (in geval van de vordering tot gevangenhouding ook de verdachte) hun mening mogen geven. De raadkamerzitting wordt daarna gesloten en de leden van de raadkamer trekken zich terug, waarna de eigenlijke beoordeling begint. Eerst geeft de griffier zijn kijk op de zaak en de eventuele bewijzen, vervolgens geeft de jongste rechter zijn mening, daarna de andere rechter en tot slot geeft de oudste rechter (dat is eigenlijk altijd de voorzitter van de raadkamer) zijn oordeel.